# قلعة السواد
قلعة سواد هي قلعة من القرن الخامس عشر، بالقرب من قرية سواد، إسكتلندا، على الشاطئ الجنوبي لـ فيرث أوف فورث.
تم بناؤه، على الأرجح في موقع حصن سابق، من قبل السير جورج كريشتون في أربعينيات القرن الرابع عشر. في هذا الوقت، كان سواد هو الميناء الرئيسي الذي يخدم رويال بورغ من لينليثغو، أحد المساكن الرئيسية للملك الإسكتلندي. القلعة، مع أراضي كريشتون، انتقلت إلى جيمس الثاني ملك إسكتلندا في عام 1453، والقلعة هي ملكية التاج منذ ذلك الحين. كان بمثابة سجن حكومي، حيث يحتجز سجناء مثل الكاردينال بيتون وإيرل أنجوس السادس.
عززها السير جيمس هاميلتون من فينارت في منتصف القرن السادس عشر، أصبحت القلعة واحدة من أكثر تحصينات المدفعية تقدمًا في عصرها في إسكتلندا. بعد قرن من الزمان، لم تكن هذه الدفاعات كافية لمنع سقوط الأسود في أيدي جيش أوليفر كرومويل في عام 1650. بعد بضع سنوات من الحصار، تم ترميم القلعة، ومرة أخرى أصبحت بمثابة سجن وحامية صغيرة. في عام 1693، تم تعزيز الحافز الذي يحمي البوابة، واختصر برج ستيرن كقاعدة لثلاث بنادق ثقيلة. تمت إضافة ثكنات ومساكن للضباط في سبعينيات القرن التاسع عشر، عندما تم استخدام القلعة كمستودع ذخيرة، حتى عام 1912. أعاد الجيش استخدام القلعة لفترة وجيزة خلال الحرب العالمية الأولى. هو الآن نصب تذكاري قديم مجدول، في رعاية البيئة التاريخية في إسكتلندا.